# Djouce Mountain
Djouce Mountain är ett berg i republiken Irland.   Det ligger i grevskapet Wicklow och provinsen Leinster, i den östra delen av landet. Toppen på Djouce Mountain är 723 meter över havet. Djouce Mountain ingår i Wicklowbergen.
Terrängen runt Djouce Mountain är huvudsakligen kuperad. Den högsta punkten i närheten är Mullaghcleevaun, 849 meter över havet, 11,6 km väster om Djouce Mountain. Trakten runt Djouce Mountain består i huvudsak av hed.